# Ansambel Roka Žlindre
Ansambel Roka Žlindre (Ансамбль Рока Жлиндре) — словенская фолк-рок-группа. Группа названа по имени одного из участников коллектива — аккордеониста Рока Жлиндре (Rok Žlindre). В состав группы также входят гитарист Нейц Дробнич (Nejc Drobnič) и вокалисты Барбара Огринц (Barbara Ogrinc) и Рок Модиц (Rok Modic).

## Евровидение 2010
Вместе с участниками группы Kalamari «Ansambel Roka Žlindre», подавляющим количеством голосов телезрителей были выбраны, чтобы представить Словению на Евровидении 2010 с песней «Narodnozabavni rock». Во втором полуфинале песня финишировала на 16-м (предпоследнем) месте, получив всего 6 баллов (5 от Хорватии и 1 от Израиля).

## Дискография
- 2007 — Najlepše Je, Kadar Sva Skupaj
- 2008 — Srce Pa Še Vedno Hrepeni
- 2010 — Del Srca